# Osidda
Osidda är en ort och kommun i provinsen Nuoro i regionen Sardinien i Italien. Kommunen hade 247 invånare (2017).